# Voivodato di Vicebsk
Il voivodato di Vicebsk (in polacco Województwo witebskie) fu un'unità di divisione amministrativa e governo locale del Granducato di Lituania (allora facente parte della Confederazione Polacco-Lituana) dal XV secolo fino alla Spartizione della Polonia del 1795.
Sede del governo del voivodato (Wojewoda):
- Vicebsk

## Geografia antropica

### Suddivisioni amministrative
Il voivodato di Vicebsk consisteva, secondo la Pace di Andrussov (1667) di due piccole contee: Vicebsk e Orša. La prima fu persa in favore dell'Impero russo nel 1772, e solo una piccola parte della seconda rimase nella Confederazione Polacco-Lituana fino al 1793.